# Mushroomhead
Mushroomhead es una banda de metal industrial de Cleveland, Ohio, Estados Unidos. Fue formada en 1993. Su música puede ser descrita como una síntesis de heavy metal, metal alternativo, metal industrial, metal gótico, rap metal, entre otros. La banda se distingue por el uso de máscaras y uniformes durante sus presentaciones en vivo, donde cada miembro toma una personalidad artística.

## Historia

### Mushroomhead, SuperbuickyM3 (1993-2000)
En el año 1993, Mushroomhead se estableció como parte de un proyecto. Para diferenciarse de los miembros de sus otras bandas y para disipar cualquier malentendido sobre el sonido del grupo y contenido musical, Mushroomhead adoptó el uso de trajes, máscaras y seudónimos, considerándose como un grupo Industrial. Mushroomhead realizó su primer espectáculo en el año 1993, presentándose días después en conjunto con GWAR, una banda musicalmente establecida en el momento.	 
En 1995, el octeto lanzó su auto-financiado álbum debut, titulado Mushroomhead, a través de su compañía discográfica, "Filthy Hands Co." (también conocida "Mushroomhead Co."). Con el pasar del tiempo, Mushroomhead se transformó en una prioridad para sus integrantes, llevando a la disolución de sus bandas originales. Debido a esto, durante los años 90, la formación vio muchos cambios, pero aun así la banda continuó activa, lanzando música y ganando seguidores de culto. En 1996, Mushroomhead lanza su segundo trabajo, con el nombre de  Superbuick. En él, se nota un sonido más alternativo y al Nu metal con voces ligadas al género rapcore. Después de haber lanzado este álbum decidieron dar una gira en Estados Unidos y Canadá. En 1999, la banda realiza su tercer álbum llamado M3. Este trabajo sería el último trabajo auto financiado por la banda.	 

### XXyXIII (2001-2005)
En el año 2001, Mushroomhead lanzó el álbum compilación titulado XX, pronunciado "Doble X", en la compañía discográfica independiente Eclipse Records.. Posteriormente la banda consigue firmar con Universal Records, digitalizando y relanzando internacionalmente la compilación. Esto llevó a que la banda girara tanto nacional como internacionalmente, participando en shows como Ozzfest 2002 así como la exposición en canales musicales de todo el mundo al realizar su primer vídeo llamado Solitaire/Unraveling. El año siguiente, lanzan un nuevo trabajo, titulado XIII. Este fue su primer álbum con material nuevo bajo el sello discográfico Universal Records.	 
Este álbum entró en el puesto N°40 del Billboard y desde el momento en el que fue puesto a la venta el álbum ha logrado vender 400.000 mil copias mundialmente. Después de una extensa gira por todo el mundo, Jason Popson (conocido como "Jmann"), anuncia que abandona la banda por cansancio y problemas personales. Una de las principales razones de su partida era el hecho de que su padre estaba enfermo y que quería estar allí para él. Previo a abandonar la banda, Jason sugiere al cantante de la banda Three Quarters Dead, Waylon Reavis, como su reemplazo. En agosto de 2005, Mushroomhead decidió lanzar bajo su propio sello (Filthy Hands Co.), su primer DVD llamado Volume 1 (Volumen 1), filmado, producido, dirigido y editado por la banda, donde se muestra su carrera desde el año 2000, recitales, todos los videos de la banda hasta el momento, como también detrás de cámaras durante los conciertos.	 
Ese mismo año, la banda comenzó a escribir nuevo material para lo que sería su sexto álbum de estudio mientras giraban por América, y en diciembre del 2005 Mushroomhead firmó con la discográfica Megaforce Records, garantizándose la disponibilidad de sus álbumes nacional y mundialmente.	 

### Savior Sorrow (2006-2009)
El 19 de septiembre de 2006, fue lanzado el último trabajo de Mushroomhead Savior Sorrow, este entró en la lista del Billboard en el puesto N°73, con ventas que superaron las 12.000 copias, pero la discográfica de la banda dijo que las ventas fueron superiores a los 25.000 con la incorporación de las ventas realizadas durante el tour. Soundscan ofreció una disculpa el día siguiente a la liberación de los datos de ventas debido a los errores cometidos en las estimaciones. La razón principal de este error fue que no se habían incluido las ventas de la cadena minorista Best Buy, corrigiendo el número de ventas, que era mayor que 26000. Esto elevaría el puesto del álbum en Billboard, alcanzando el N.º 30. Luego de esta confusión, se modificó oficialmente el puesto al N.º 50.	 
El 29 de diciembre de 2007, Mushroomhead ganó un galardón al Video del Año, en el MTV2 Headbanger ball por la canción "12 Hundred"
Steve Felton, el baterista de la banda (también conocido como "Skinny") anunció que mientras realizan su gira promovida por Jägermeister, Mushroomhead estaría filmando varias escenas para lo que sería su segundo DVD, titulado provisionalmente "Volume 2", este fue puesto en libertad el 26 de octubre de 2008. El DVD cuenta con dos horas y media, incluyendo imágenes y videos nuevos del su último álbum y presentaciones en vivo de la banda.
A finales de 2008 Mushroomhead finaliza su gira que realizada junto a XFactor1 y Human Factors Lab, que había comenzado el 3 de octubre en Fidlay, Ohio, finalizando el 2 de noviembre en Pittsburgh, Pensilvania.Al finalizar la gira, Mushroomhead volvió a los estudios para la grabación de su próximo álbum. Si bien la fecha de lanzamiento estaba prevista para junio de 2009, el álbum fue postergado "para más tarde", ya que junio estaba "muy cerca" como fecha de lanzamiento. Posteriormente se confirmó que el nuevo álbum se lanzaría en el mes de octubre. Adicionalmente se mencionó que el exvocalista de la banda, Jason Popson, haría una aparición especial en algunas de las canciones del nuevo trabajo.	 
La banda también realizó tres presentaciones en el Mayhem Festival 2009, reemplazando a Bullet For My Valentine. Y también realizó un show en el festival 10th annual Gathering of the Juggalos. En una entrevista dada para el Mayhem Festival y su nuevo tour, anunciaron que su próximo álbum será realizado el 10 de febrero de 2010, y que Jmann será el iinvitado especial a participar en 4 canciones, pero después se informó que la fecha se pospuso para verano del 2010, también anunciaron que festejarían sus 16 años como banda, dando su concierto anual de halloween en el Agora Theatre en Cleveland, que será filmado para su primer DVD en vivo.

### Beautiful Stories for Ugly Children(2010-2013)
Lanzaron  Beautiful Stories for Ugly Children en septiembre de 2010. En la primera semana de su lanzamiento se convirtió en el N.º 1 el mejor álbum de metal de venta en iTunes. Una nueva canción, "Your Soul Is Mine", apareció en la banda sonora de Saw VI. El 1 de octubre de 2010, un vídeo musical de "Come On" debutó en Headbangers Ball de MTV. El video ha sido prohibido salir al aire en MTV y otros medios de televisión después de haber sido consideradas demasiado gráficas por los censores de la red. El 28 de octubre de 2010, el guitarrista fundador de la banda, JJ Justo, murió de causas desconocidas a la edad de 41.	 
En octubre de 2010, tras la muerte del excompañero de banda JJ Righteous, J Mann apareció en el escenario con la banda durante su show de Halloween, la realización de las voces para dos canciones junto a los dos Jeffrey Nothing y Waylon. Tanto él como Waylon hizo un punto de anunciar que no hay malos sentimientos entre los dos de ellos, y que en realidad están en buenos términos con los demás. El 5 de octubre de 2010 La promoción de lucha libre profesional conocido como TNA (Total Nonstop Action Wrestling) (Ahora se llama "Impact Wrestling") utiliza su hit single "Come On" como tema para promover un encuentro entre Ric Flair y Mick Foley, enfrentamiento que tenía 20 años en la fabricación. El video promocional se puede ver en el TNA Wrestling canal oficial de YouTube. Se dice que un fanático de la banda puesto que en conjunto para ellos.[cita requerida]
En febrero de 2012, se anunciaba que el guitarrista Dave Felton "Gravy" y el Bajista Jack Kilcoyne "Pig Benis" serían remplazados por Tommy Church y Ryan Farrel "Dr.F" respectivamente. En abril de 2012 Dave Felton "Gravy" publicó en su estado de Facebook que fue " despedido de la banda ".
En mayo del 2012, Daniel "Lil Dan" Fox dejó Mushroomhead para trabajar con otra banda. se rumoreaba que era el técnico del baterista de Marilyn Manson. En mayo 22 Dave Felton publicó en página de fanes una entrevista acerca de su última banda y también de porque fue despedido de Mushroomhead. Dice que fue despedido por vía Correo electrónico 
En agosto de 2012, Mushroomhead publicó en su página de Facebook que Marko Vukcevich "Bronson" un exguitarrista volvería a mushroomhead para tocar en el "Old School Show 2012".
En septiembre de 2012 Mushroomhead anuncia que están trabajando en su siguiente octavo álbum el cual tendrá tres vocalistas y el baterista " Skinny " lo describe como " muy enérgico, oscuro y por lejos es el más pesado de sus trabajos " será el primer trabajo que se realizara con Tommy church y Ryan Farrel "Dr.F"  se dice que el disco será publicado a principios del 2014. En agosto del 2013 Jason popson "Jmann" confirma su regreso por Facebook.
A comienzos del 2014 Mushroomhead hacen un tour en Australia por primera vez formando parte del Soundwave Festival 2014. En febrero del 2014 dan a conocer la fecha de publicación y el título de su próximo trabajo que el cual marcara también el regreso de su antiguo vocalista Jason Popson. En abril de 2014 Jeffrey Nothing publica el primer sencillo " Qwerty " en Youtube desde su cuenta de Facebook.

### The Righteous & the Butterfly, regreso de J Mann y salida de Waylon Reavis y Jeffrey Nothing (2012-2019)
El 13 de mayo se publica su octavo disco The Righteous and The Butterfly recibe en su mayoría comentarios muy positivos es el primer álbum de Mushroomhead que alcanzó el lugar #20 del Billboard Top 200  vendiendo alrededor de 11,000 la primera semana, el disco también alcanzó el #1 en el  Billboard Indie es el primer álbum de ellos que hace esto. Alcanzó el #5 en Top Rock Albums y #1 en Top Hard Rock Albums. Mushroomhead decidió realizar un vídeo oficial de su segundo sencillo "Out Of My Mind" . La banda hizo su Shockfest Tour 2014 con Insane Clown Posse.
En julio del 2014 Mushroomhead se integra al Mayhem Fest. Tocando junto a bandas con gran reconocimiento como:Korn, Avenged Sevenfold, Cannibal Corpse, Trivium, Suicide Silence, etc
En agosto del 2015 Mushroomhead realiza su "Old School Show 2015" donde también han hecho tomas de vídeo para su próximo DVD Vol 3. En octubre de ese mismo año Tom Schmitz y Waylon Reavis son despedidos sin ningún tipo de explicación.
A principios del 2016 Mushroomhead muestra algunos pequeños segmentos de su siguiente DVD del cual aun no hay fecha de publicación. en marzo de 2016 Mushroomhead da una gira en el reino unido después de casi más de 15 años de haber tocado tierra inglesa durante su tour con su disco XX.
En julio del 2016 Mushroomhead forma parte del Hell and Heaven Fest en México en donde tocaron por primera vez junto a bandas como : Fear Factory, Rammstein, Ghost, P.O.D., Amon Amarth, Five Finger Death Punch, DragonForce , etc. en agosto Mushroomhead anuncia que están grabando un nuevo trabajo pero no dan un aproximado de si estará preparado para una fecha cercana.
En enero del 2017 Mushroomhead hace un tour por Europa donde visitaron Alemania, La república checa, Italia  y otros lugares donde no habían tocado desde a principios del 2000.
En principios del 2018 el vocalista Jeffrey Hatrix "Nothing" anuncia su salida después de haber estado desde el inicio de la agrupación y también haber sido uno de los cofundadores de ella decide retirarse para nuevos proyectos. Enseguida su guitarrista Tommy Church también decide dejar la banda, tanto Nothing como Church son remplazados con Steve Rauckhorst bajista de Pitch Black Forecast una banda a la que pertenece Jason Popson "Jmann"  desde su salida en 2004 y Tommy Shaffner "Tankx" guitarrista de Ventana la cual es una muy cercana a mushroomhead de la cual Rick Thomas "ST1TCH" también forma parte.
En junio del mismo año el bajista Ryan Farrel da una entrevista a Dread Central hablando sobre su siguiente tour Summer of Screams donde participaran bandas ya conocidas como : Powerman 5000 , The Browning , Psychostick junto a otras nuevas pero ya establecidas con un fuerte historial. Además Ryan ofreció información sobre los futuros planes del grupo acerca de su siguiente trabajo diciendo : " Tenemos el nuevo disco en camino , como te podrás imaginar cuando se hace tour tan a menudo como lo hacemos nosotros se necesita un poco más de tiempo para poder grabar , pero tenemos pensado lanzarlo para principios del 2019 no podemos esperar a que el mundo lo escuche ".
Para agosto durante una entrevista de la página Ultimate Guitar Skinny dio más detalles sobre su nuevo DVD y también dando a conocer la cual probablemente sería la fecha para su nuevo trabajo aun sin tener títulos para las canciones o para el mismo álbum, creen que pueda ser publicado en abril de 2019. Sus palabras fueron las siguientes: "Si todo va bien, tendremos algo listo para abril de 2019. Debería ir bastante rápido [una vez que salgamos de gira]. Todavía no tenemos un título, solo tenemos títulos que puedan funcionar para las canciones. Incluso las canciones del último álbum, todavía nos referimos a ellos como los títulos que funcionan. Ni siquiera sé los nombres reales de la mitad de estas canciones."
En abril del año 2019 Mushroomhead consigue firmar con Napalm Records discográfica tras la cual tienen planeado publicar su siguiente álbum de estudio, el fundador y líder del grupo "Skinny" habla de esto diciendo: "estamos agradecidos por la oportunidad de poder formar parte de la lista de napalm, esto no habría sido posible sin la ayuda que hemos recibido alrededor de estos últimos 25 años, a todos los miembros de la banda , al equipo de ayuda, a las discográficas, a nuestras familias y nuestros fans muchas gracias a todos".

### A Wonderful Life(2020–presente)
El 21 de abril de 2020, se anunció que el nuevo álbum de la banda se titulaba A Wonderful Life y se lanzaría el 19 de junio. También se reveló que el vocalista de gira Jackie LaPonza (que ha estado de gira con la banda desde 2014) se había unido oficialmente a la banda a tiempo completo, adoptando el alias de Sra. Jackie.El segundo sencillo, "The Heresy", se lanzó el 26 de mayo de 2020. El álbum se lanzó el 19 de junio según lo programado. Desafortunadamente, la permanencia de LaPonza en la banda se vio interrumpida ya que tanto ella como Shaffner se marcharon silenciosamente un año después. Joe "Jenkins" Gaal intervino para reemplazar a este último.
El 1 de noviembre, la banda adelantó dos vídeos musicales más. Un avance indicaba que esta colaboración con las producciones de SK1 tendría 2 vídeos musicales basados en historias, con todos los miembros de la banda, lanzados uno tras otro.
En septiembre de 2022, Dave "Gravy" Felton se reincorpora a Mushroomhead como segundo guitarrista, en lugar de reemplazar a Jenkins.

## Estilo musical e influencias
Mushroomhead ha sido influenciado por bandas como : Mr. Bungle, Faith No More, Pink Floyd, Pantera, Nine Inch Nails, y KMFDM. 
En 2014 durante una entrevista por el periodista Greg Prato, Jason Popson reflejo las influencias musicales de mushroomhead diciendo:"Cuando estas hablando de una banda de nueve miembros, estas hablando de un montón de influencias. Cuando empezamos la banda estaba realmente dentro del lo que hacía Mike Patton con Faith No More o Mr. Bungle cosas como esas. pero también nos gusto bandas pesadas como Meshuggah, Pantera. también estaba la electrónica. Así que el estilo estaba sobre todo el mapa. va de todo desde rock al punk rock de el al hip-hop de ahí a la electrónica. es bastante basto"

## Imagen y conflicto con Slipknot
Con el correr del tiempo, la apariencia de Mushroomhead ha variado. En sus comienzos, la banda utilizaba uniformes camuflados, máscaras caseras y seudónimos, para evitar entrar en conflicto con las bandas originales de los integrantes. A través de su carrera, la personalidad artística de los integrantes evolucionó con cada lanzamiento. Las máscaras actuales, de acuerdo a uno de sus productores, representan a los integrantes de la banda, regresando del infierno luego de haber sido asesinados en una guerra.
Durante mucho tiempo, Mushroomhead utilizó máscaras con "X"s grabadas cerca de los orificios oculares, representando una Cara X. Este símbolo llegó a identificar fuertemente a la banda, llevando a que se utilice en el Merchandising del grupo. Con el lanzamiento de Savior Sorrow, el baterista de la banda comentó que las máscaras con la Cara X fueron utilizadas durante un largo tiempo, y que la banda debía cambiar la imagen, ya que habían cambiado de cantante. Los integrantes de la banda diseñaron sus propias máscaras, colocando sus personalidades, diferenciándose unos de otros.
Desde 1999, Mushroomhead ha tenido una rivalidad con Slipknot. El conflicto se inició por la similitud en la imagen de ambas bandas, como por ejemplo el uso de máscaras y uniformes en el escenario. Además, la compañía discográfica Roadrunner Records, previo a firmar un contrato con Slipknot, estaba interesada en firmar con Mushroomhead, pero estos no aceptaron. En una entrevista en el 2002 hecha por Mtv, en ese entonces Mushroomhead había recibido un reconocimiento internacional por su cuarto disco XX  ya que los primeros álbumes habían sido distribuidos solo en el país.
En cuanto a Slipknot ya teniendo reconocimiento internacional por su primer disco en 1999 el cual los puso dentro del mapa enseguida en 2001 grabaron Iowa el cual había recibido gran aceptación por muchas personas en el mundo. Así que cuando el disco de Mushroomhead salió el mismo año mucha gente se pensó que Mushroomhead no era más que un grupo de imitadores, a eso Jason Popson respondió : " La única cosa que es frustrante es que la gente piensa que porque nuestro disco ganó fama nosotros brincamos sobre un cóctel o decidimos hacer esto ayer, ese no es el caso " a continuación dijo en cuanto a Slipknot : " Ellos nos han ayudado a abrir puertas un poco, cuando nosotros empezamos a hacer esto en nuestros comienzos mucha gente se pensaba que esto era un gimmick que no iba a durar, pero cuando ellos aparecieron, creo que la gente se dio cuenta de que no era solo una moda pasajera y que de debía haber algo más, definitivamente les damos crédito a Slipknot
En 2010 Cuando Paul Gray bajista de Slipknot Falleció, Mushroomhead publicó en el Myspace oficial de Slipknot : 
" R.I.P. Paul Gray esta rivalidad debe finalizar mucho amor y respeto para los chicos de Slipknot "
Corey Taylor en 2012 durante una de sus pláticas dijo que el no tenía ningún problema con Mushroomhead y que le gustaría poder hacer algún tour con ellos mencionando a otros grupos quienes también tenían similitud de imagen.
En el 2014 el vocalista Jeffrey "Nothing" Hatrix hablo sobre la supuesta rivalidad para aquellos que aun seguían en esto : " Los fans son muy leales a las bandas que les gustan . miembros de ambas partes han dicho que lo han superado y que no fue realmente entre las bandas. Así que es hora de que nos movamos. "
En 2017 Mushroomhead responde a un comentario en redes sociales sobre el tour con Slipknot diciendo : "la pelota esta en la esquina de Slipknot" dando a entender que ellos están listos para hacerlo y que no existe rivalidad entre los grupos .
Allmusic menciona que algunos críticos comparan a Mushroomhead con ciertas bandas como Marilyn Manson o Slipknot, pero que su sonido es realmente distinguible, además de una base de fanáticos en su ciudad natal, mucho antes de que las bandas mencionadas tuvieran un éxito comercial

## Discografía
Álbumes de estudio
- 1995: Mushroomhead
- 1996: Superbuick
- 1999: M3
- 2001: XX
- 2003: XIII
- 2006: Savior Sorrow
- 2010: Beautiful Stories for Ugly Children
- 2014: The Righteous & the Butterfly
- 2020: A Wonderful Life
- 2024: Call the Devil

## Miembros
| Actuales Miembros oficiales Steve Rauckhorst – voz limpia (2019-presente) (miembro de gira 2014-2019) Jackie Laponza - voz (2014-presente) Jason «J Mann» Popson – Voz gutural (1993-2004, 2013-presente) Ryan «Dr. F» Farrell – bajo (2012-presente) Robbie «Roberto Diablo» Godsey – percusión (2013-presente) Steve «Skinny» Felton – batería (1993-presente) Rick «ST1TCH» Thomas – DJ , sintetizador , sampler (2001-presente) Dave «Gravy» Felton – guitarras (2001-2012, 2022-presente) Colaboradores Elliot «Liot» Mapes – percusión (2012-presente) | - Joe «DJ Virus» Lenkey – DJ, sintetizador (1993-1995) - Joe «Mr. Murdernickle» Kilcoyne – bajo (1993-1995) - Richie «Dinner» Moore – guitarras (1993-1999) - John «JJ Righteous» Sekula – guitarras (1993-2001) - Marko «Bronson» Vukcevich – DJ, samples y baile (1995-2001), guitarras (2001-2006) - Jack «Pig Benis» Kilcoyne – bajo (1995-2012) - Daniel «Lil Dan» Fox – percusión (2006-2012) - Jessica "Roxy" Haney - baile, electrónicas (1993-2000) - Waylon Reavis - voz principal (2004-2015) - Tom Schmitz - teclado (1993-2015) - Jeffrey "Nothing" Hatrix - voz limpia (1993-2018) - Tommy Church - Guitarras (2012-2018) - Tommy "Tankx" Shaffner – Guitarras (2018-2022) |